# Bijlmermeer

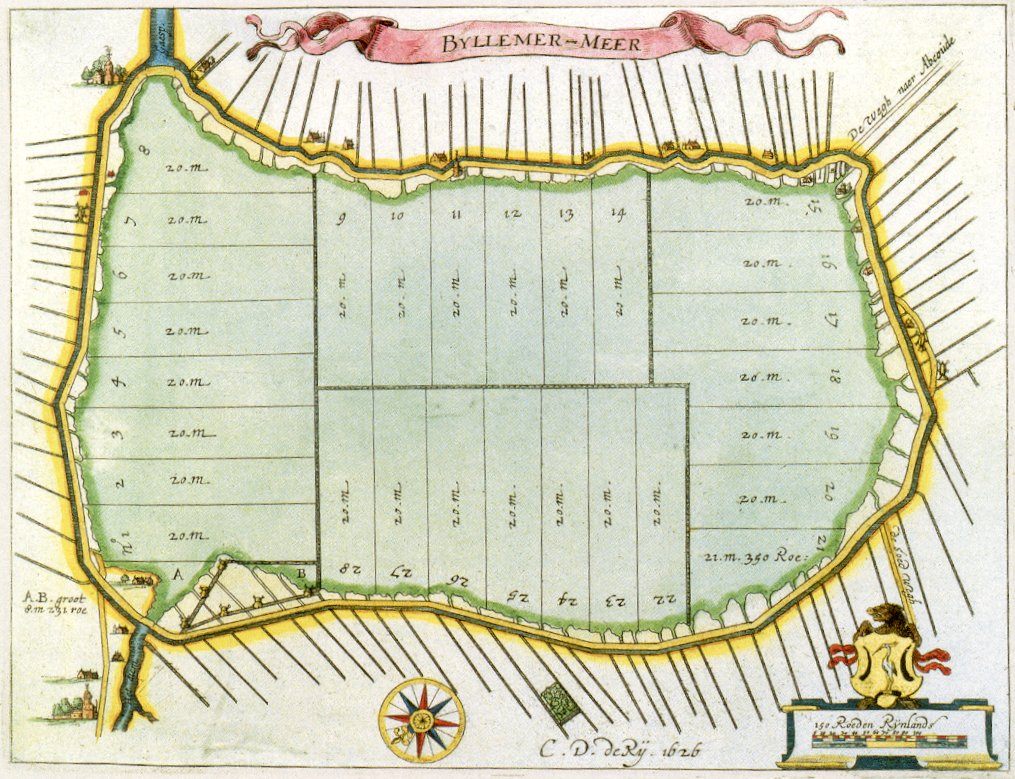
Polder de Bijlmermeer en 1626, extrait de l'atlas de Joan Blaeu.

Bijlmermeer est une ancienne commune néerlandaise de la province de la Hollande-Septentrionale.
En 1840, elle comptait 23 maisons et environ 180 habitants. Entre 1812 et 1817, la commune est rattachée à Weesp. Le 1er janvier 1848, la commune est supprimée et rattachée à Weesperkarspel.

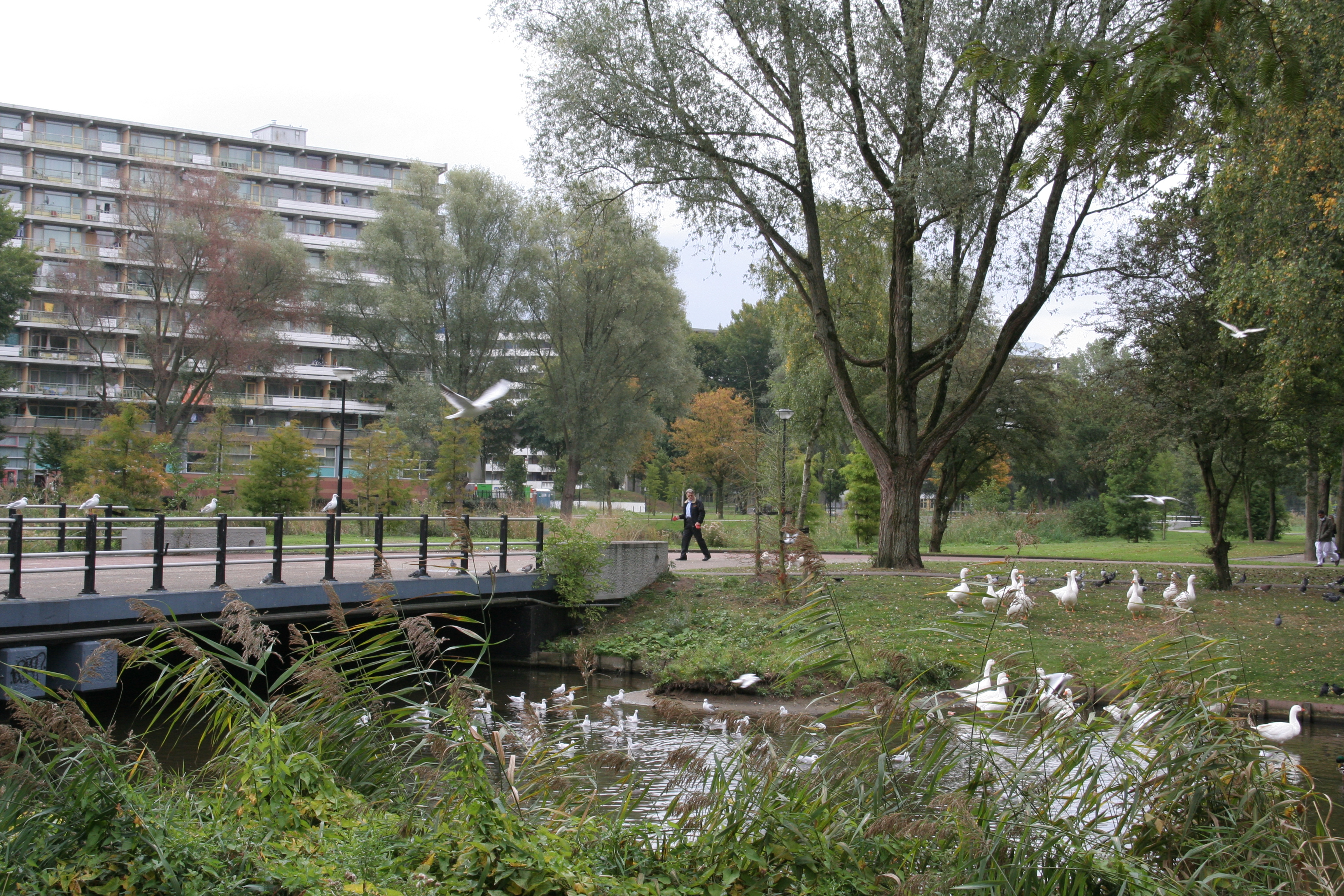
Bijlmermeer de nos jours.

Depuis les années 1980, Bijlmermeer est un quartier résidentiel périphérique d'Amsterdam. Le projet urbain élaboré durant les années 1970 portait une vision novatrice du logement en banlieue. En effet, lors de la prise d'indépendance du Suriname, de nombreux citoyens immigrèrent aux Pays-Bas, mais une pénurie d'habitat était constatée. Il fut planifié de construire des appartements dans un quartier sans voitures, pourvu d'espaces verts et aquatiques. Le quartier fut un échec, se transforma en ghetto du fait de sa non ouverture sur la ville. Depuis, malgré la réalisation de voies routières, l'implantation de l'Amsterdam ArenA, et le prolongement de la ligne 53 du métro dans le quartier, ce dernier reste victime d'un faible taux d'emploi de ses habitants. Une nette amélioration de la qualité de vie est cependant marquée par les divers plans de rénovation de la municipalité. Une mosquée fut ouverte dans le Bijlmermeer durant les années 1990.

## Crash du vol 1862 d'El Al
Le 4 octobre 1992, le vol 1862 de la compagnie israélienne El Al s'écrase sur le quartier. À la suite de la perte de deux moteurs peu après son décollage de l'aéroport d'Amsterdam-Schiphol à 18 heures, un Boeing 747 cargo de 338 tonnes s'est écrasé sur une tour d’immeuble HLM de 11 étages, faisant 43 victimes dont 39 au sol.
Cet accident est considéré comme le plus grave de l'histoire aéronautique des Pays-Bas.